# Laubmannit
Laubmannit – minerał z grupy fosforanów.

## Występowanie
- Hesja, Niemcy
- Bawaria, Niemcy
- Svappavaara, Szwecja